# Al-Mizan Charitable Trust
Al-Mizan Charitable Trust —  британская, мусульманская, благотворительная организация, которая через правительство Великобритании оказывает поддержку социально незащищенным семьям и отдельным лицам, живущим в бедности, независимо от их веры или этнического происхождения.

## История
«Al-Mizan Charitable Trust» была основана в октябре 2011 года социальным предпринимателем Мохаммедом Мамдани, который до этого основал «Muslim Youth Helpline», «Ansar Youth Project» и «Sufra». «AMCT» является первой мусульманской организацией предоставляющей гранты в Великобритании, поддерживая людей, живущих в бедности, независимо от их веры или этнического происхождения. Каждый месяц организация получает более 40 заявок на предоставление финансовой поддержки, из них только половина заявок отвечает предъявляемым требованиям. Хотя организация отдаёт приоритет заявкам, которые обеспечивают долговременную выгоду, рост бедности и безработицы вынудил её рассмотреть вопрос о финансировании всё больше заявок для основных бытовых и суточных расходов.
В течение ближайших трёх лет, организация намерена осуществлять поддержку двух направлений: продовольственная бедность и реабилитация заключённых и бывших правонарушителей. «Al-Mizan Charitable Trust» намерена улучшить жизненные условия бывших правонарушителей посредством развития их навыков, профессиональной подготовки и трудоустройства.